# 부이르호

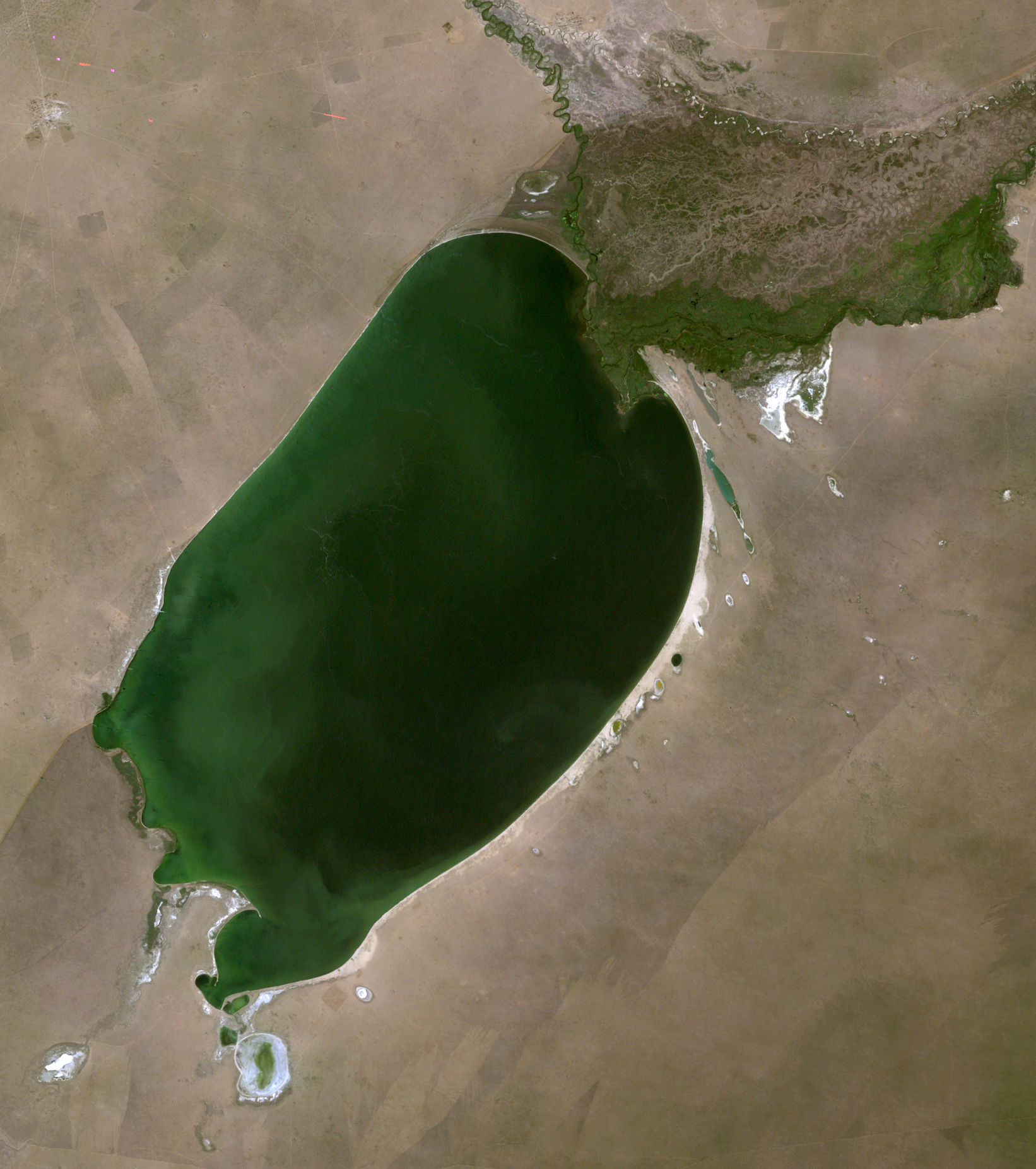
부이르호 위성 사진

부이르호(몽골어: Буйр нуур, 중국어: 貝爾湖, 병음: Bèiě Hú 베이얼호[*])는 몽골과 중국의 국경선에 위치한 담수호로 면적은 615km2, 평균 수심은 8m, 수면 높이는 583.1m이다.
1388년 명나라의 명옥이 부이르호에서 고기잡이를 하던 도중에 북원 군대를 무찔렀다는 기록이 전한다.